# Operazione Caravaggio
Operazione Caravaggio è un documentario sul furto della Natività con i santi Lorenzo e Francesco d'Assisi di Caravaggio prodotto da Sky Arts Production Hub. In Italia viene trasmesso su Sky Arte HD.

## Trama
Il documentario racconta il furto del 1969 della Natività con i santi Lorenzo e Francesco d'Assisi di Caravaggio dall'Oratorio di San Lorenzo a Palermo.
Il documentario, oltre a ripercorre la storia del dipinto dalla sua creazione fino al furto irrisolto, racconta la ricreazione dell'opera per mano di un team di storici e tecnici conservatori che hanno realizzato una rimaterializzazione identica all'originale. Il documentario narra le rilevazioni e studi scientifici su altre opere del Caravaggio e sulle poche fotografie esistenti dell'originale e le indagini sulle inesplorate possibilità in materia di conservazione del patrimonio storico-artistico.
Nel documentario compaiono il Presidente della Repubblica Italiana Sergio Mattarella, Claudio Strinati, Pietro Grasso, Kate Bryan e Adam Lowe, il documentario ricostruisce parallelamente la storia del furto e dell'opera e la sua restituzione tra gli stucchi di Giacomo Serpotta, nel luogo per il quale l'opera era stata pensata.

## Restituzione
La rimaterializzazione della Natività con i Santi Lorenzo e Francesco d'Assisi del Caravaggio ad opera di un gruppo di esperti tecnici conservatori e storici è stata regalata da Sky alla Repubblica Italiana affinché venisse restituita al luogo originale per il quale Caravaggio l'aveva realizzata. A Palermo si è tenuta una cerimonia ufficiale con il Presidente della Repubblica Italiana Sergio Mattarella che ha visto la rimaterializzazione della Natività ritornare all'Oratorio di San Lorenzo. In occasione della restituzione, è stato pubblicato da Skira il volumetto "Operazione Caravaggio".